# Xysticus aletaiensis
Xysticus aletaiensis är en spindelart som beskrevs av Hu och Wu 1989. Xysticus aletaiensis ingår i släktet Xysticus och familjen krabbspindlar. Inga underarter finns listade i Catalogue of Life.